# Timur-Malik-Festung

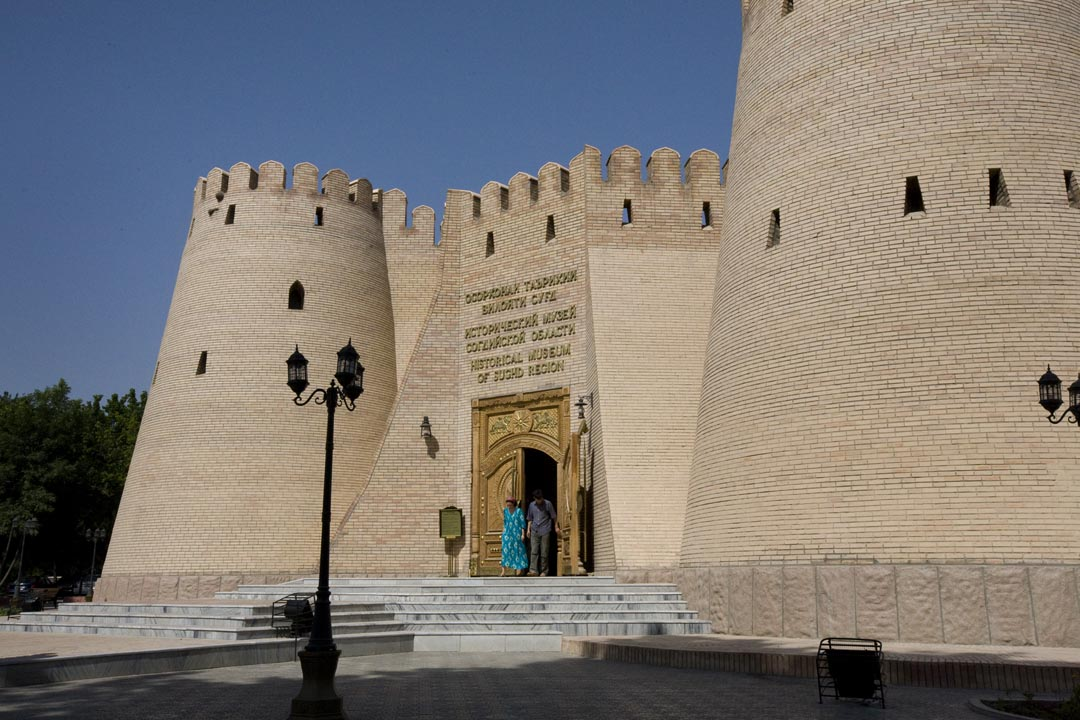
Außenansicht des 1999 restaurierten Teils der Festung

Die Timur-Malik-Festung war eine Festungsanlage in der tadschikischen Stadt Chudschand am Syrdarja, deren älteste Ruinen aus dem 4. bis 5. Jahrhundert nach Christus stammen.

## Geschichte

### Frühe Geschichte
Die Stadt Chudschand hat eine lange Geschichte, die mit der Gründung der Stadt Alexandria Eschatê (übersetzt: das entfernteste Alexandria) durch Alexander den Großen begann. Auch der Handel entlang der Seidenstraße machte Chudschand zu einer reichen und wichtigen Stadt, die schon im 4. bis 5. Jahrhundert eine erste Festungsanlage erhielt, die aus einer Mauer und einem Wassergraben bestand. Diese frühe Festungsanlage wurde in den folgenden Jahren zerstört, sodass sie im 6. oder 7. Jahrhundert neu errichtet werden musste. In dieser Zeit war die Geschichte der Stadt geprägt von wechselnden Herrschern. Ende des 7. Jahrhunderts kam mit den arabischen Eroberern der Islam in die Region.

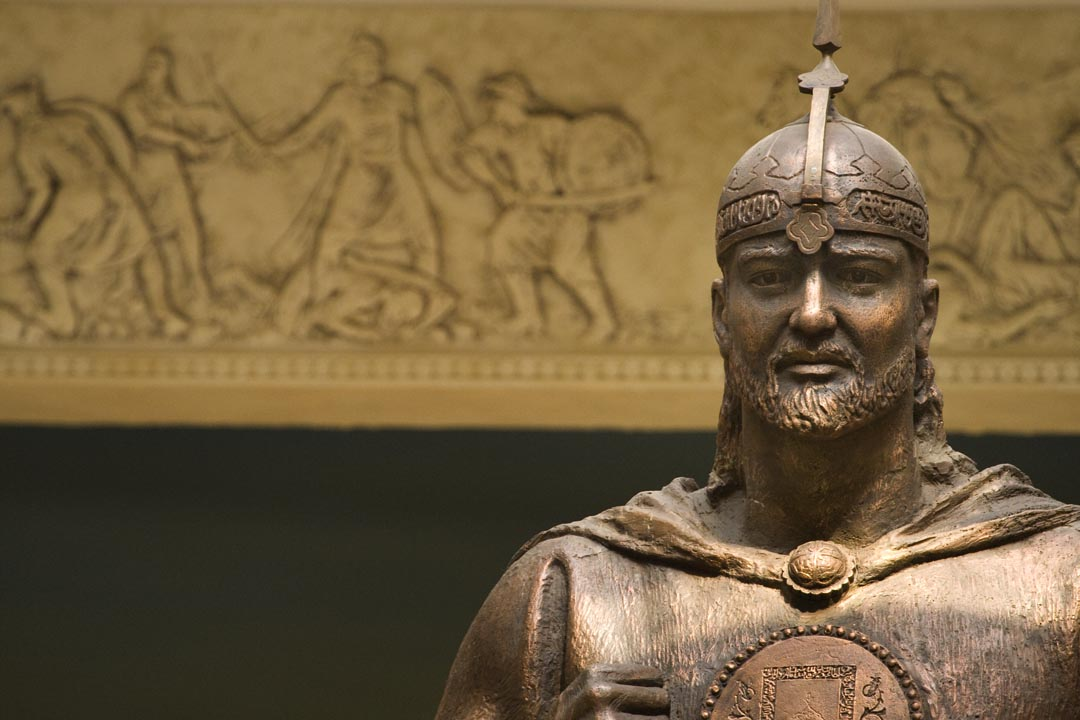
Statue von Timur Malik im Historischen Museum von Sughd in der ehemaligen Timur-Malik-Festung

### Mongolische Belagerung
Nach einer Blütezeit unter den Choresm-Schahs der Dynastie Anuschteginiden ereignete sich zu Beginn des 13. Jahrhunderts die Expansion des Mongolischen Reichs unter Dschingis Khan. Choresmien wurde erst durch Verträge an die Mongolei gebunden, nach einem Überfall auf mongolische Händler in Choresmien brach Dschingis Khan 1219 zu einem Rachefeldzug in die Region auf. Eine der bedeutendsten Schlachten dieses Feldzuges fand um Chudschand statt, wo sich die Bewohner um den Statthalter Timur Malik in der Timur-Malik-Festung am Syrdarja verschanzt hatten. Die Stadt war vom Fluss und der Timur-Malik-Festung gut geschützt, sodass sich die 20.000 Belagerer genötigt sahen, eine Brücke über den Syrdaya zur Festung zu bauen. Mit Hilfe 50.000 Kriegsgefangener wurden Steine herangebracht und mit dem Bau der Brücke begonnen. Timur Malik wagte immer wieder Ausfälle, indem er mit einer Flotte von sechs Booten auf den Syrdarya ruderte und von dort durch den Beschuss der Mongolen versuchte die Arbeiten an der Brücke zu stören. Als der Bau der Brücke nichtsdestotrotz vor dem Abschluss stand, evakuierte er die Bevölkerung und floh mit seinen Gefolgsleuten am Syrdarya entlang. Während seiner Flucht stellte er den mongolischen Verfolgern immer wieder Hinterhalte und entkam schließlich auf heldenhafte Weise. Die nach ihm benannte Timur-Malik-Festung wurde von den Mongolen zerstört. Über den Zeitpunkt des Wiederaufbaus der Festung besteht keine Einigkeit, es wird vermutet, dass sie entweder kurz nach der Zerstörung durch die Mongolen oder erst im 15. Jahrhundert wieder aufgebaut wurde.

## Heutige Nutzung
Im Jahr 1999 wurde der östliche Teil der Timur-Malik-Festung restauriert und beherbergt heute das Historische Museum von Sughd. Im Zentrum der Ausstellung stehen die Gründung durch Alexander den Großen, die Verteidigung durch Timur Malik, der in Tadschikistan als Nationalheld gilt, und das traditionelle Handwerk der Region.

## Belege
1. ↑  Information: Timur-Malik Festung, Chudschand Tadschikistan. Abgerufen am 5. November 2018.
2. ↑  tajikistan. Abgerufen am 5. November 2018.
3. ↑  Wladimir Sgibnev: Die zentralasiatische Stadt. In: Zentralasien-Analysen. Band 42. Berlin.
4. ↑  Anwarul Haque Haqqi: Chingiz Khan: The Life and Legacy of an Empire Builder. S. 102 ff.

Koordinaten: 40° 17′ 6,7″ N, 69° 37′ 5,2″ O